# Dumbrava, Maramureș
Dumbrava (în maghiară Kisdebrecen), mai demult Dobriținaș, alternativ Dobrițel, este un sat ce aparține orașului Târgu Lăpuș din județul Maramureș, Transilvania, România.

## Istoric
Prima atestare documentară: 1584 (Debreczen). 

## Etimologie
Etimologia numelui localității: din subst. dumbravă „pădure de stejar, de obicei tânără" (< sl. donbrava). 

## Demografie
La recensământul din 2011, populația era de 183 locuitori. 

## Obiective turistice
- Biserica de lemn din Dumbrava, Lăpuș
- Mănăstirea Șatra

Mănăstirea Șatra este o mănăstire ortodoxă  de călugări din România, situată la 10 km de satul Dumbrava, din Târgu Lăpuș, județul Maramureș. Denumirea provine de la prima așezare de pe muntele unde se află mănăstirea. Mănăstirea Șatra are 30 de chilii iar biserica este pictată în stil bizantin.

## Imagini

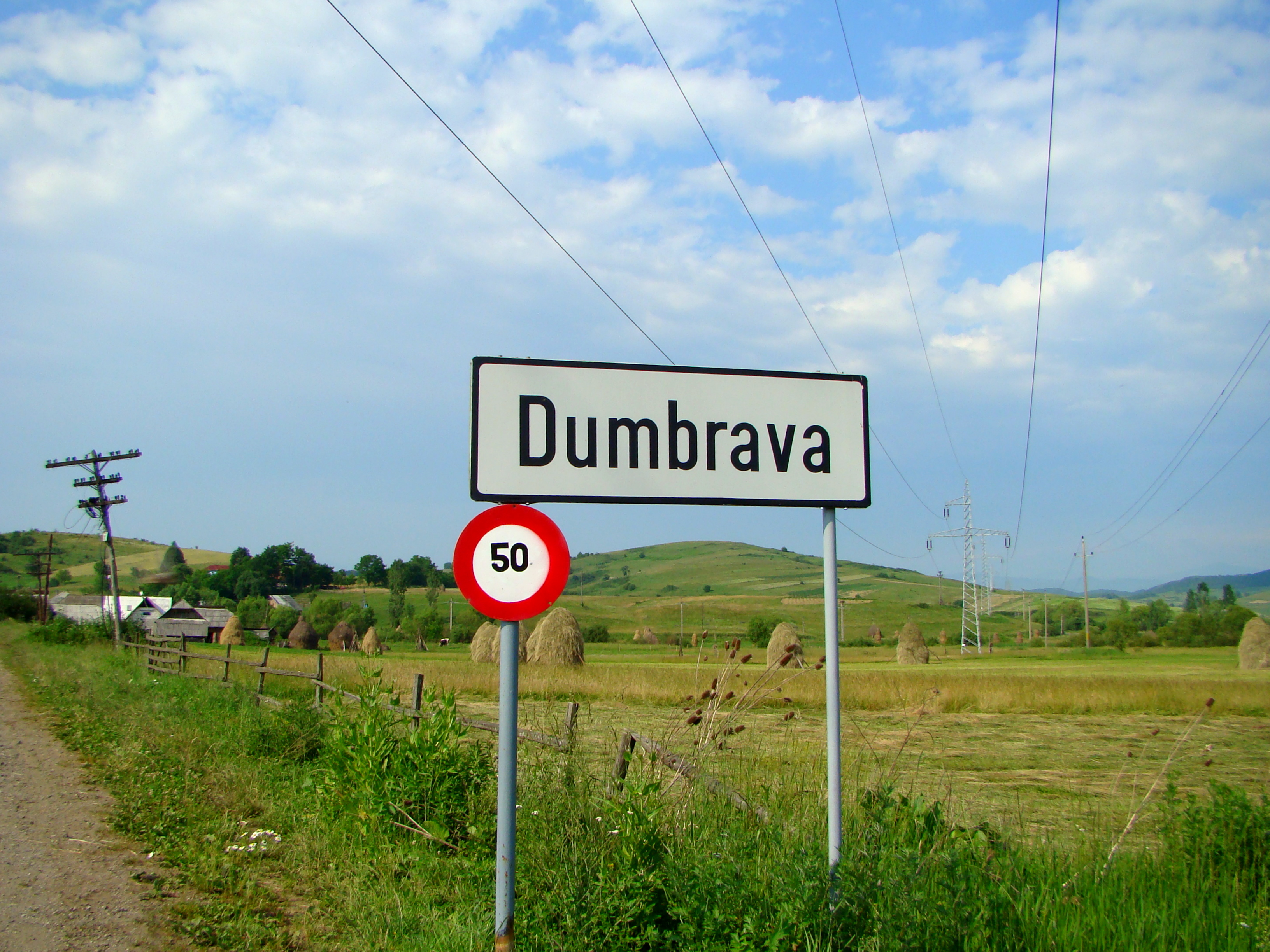
Intrarea în localitate
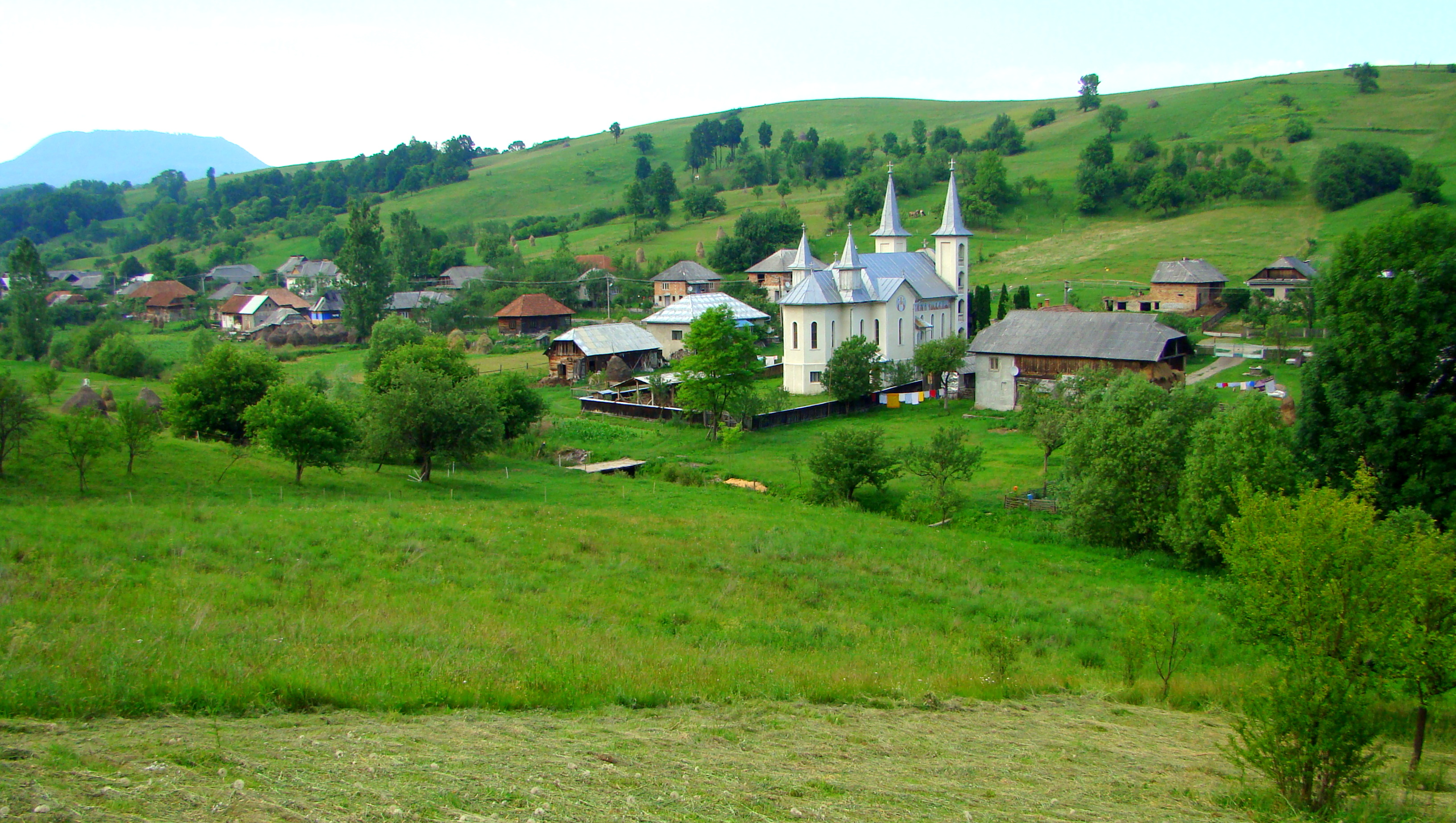
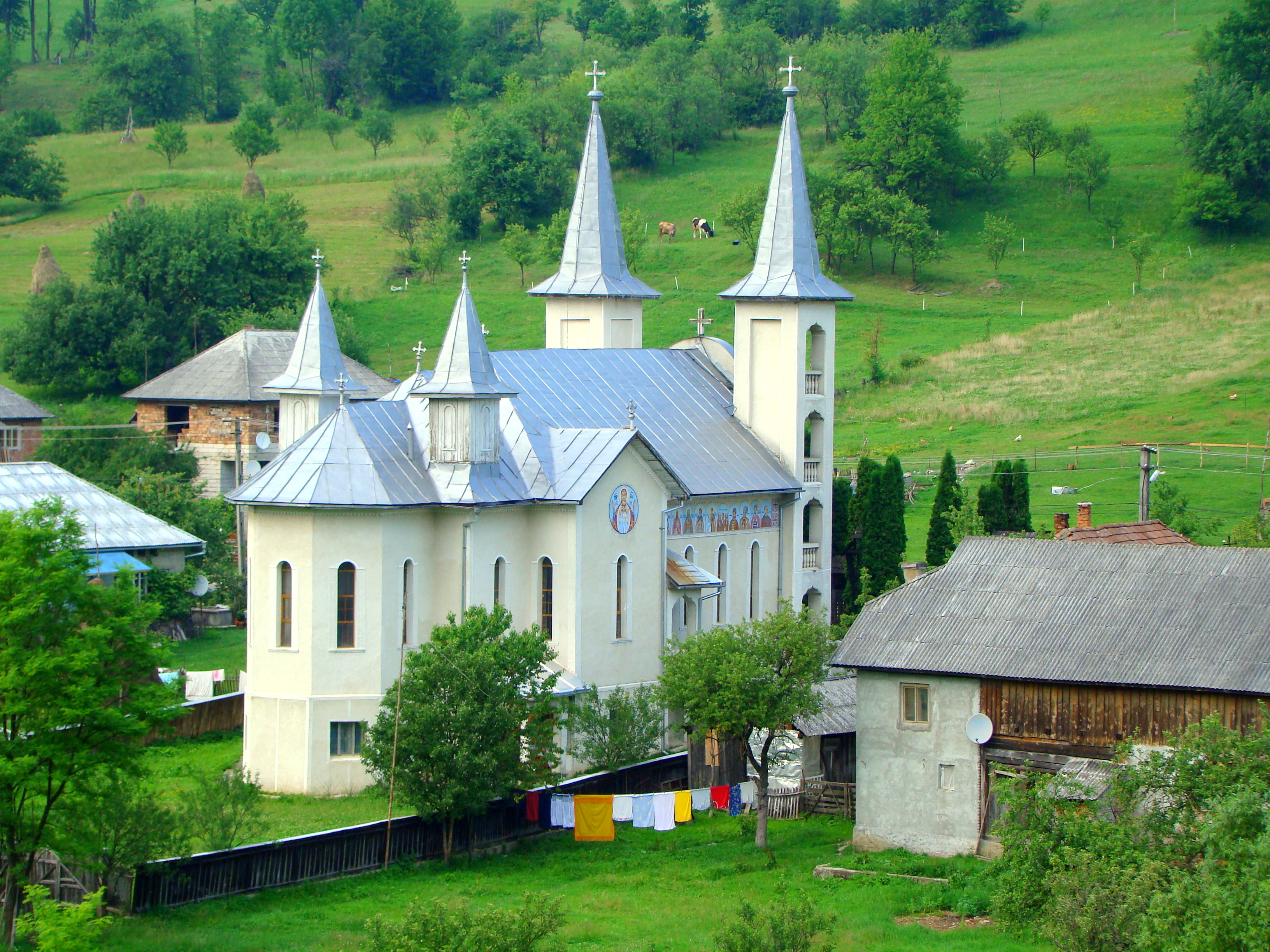
Biserica „Sfânta Treime”
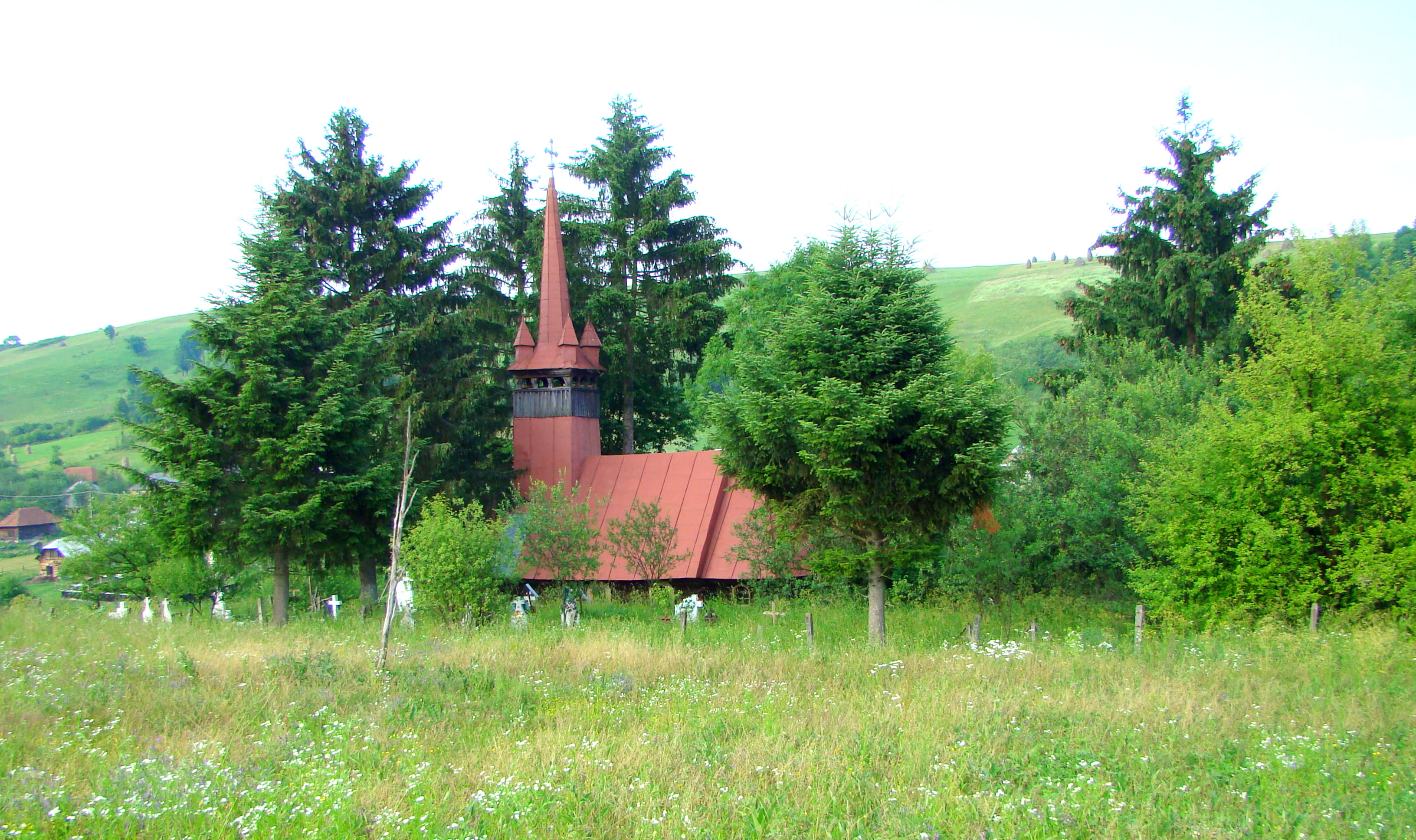
Biserica de lemn „Sf. Arhangheli Mihail și Gavril”
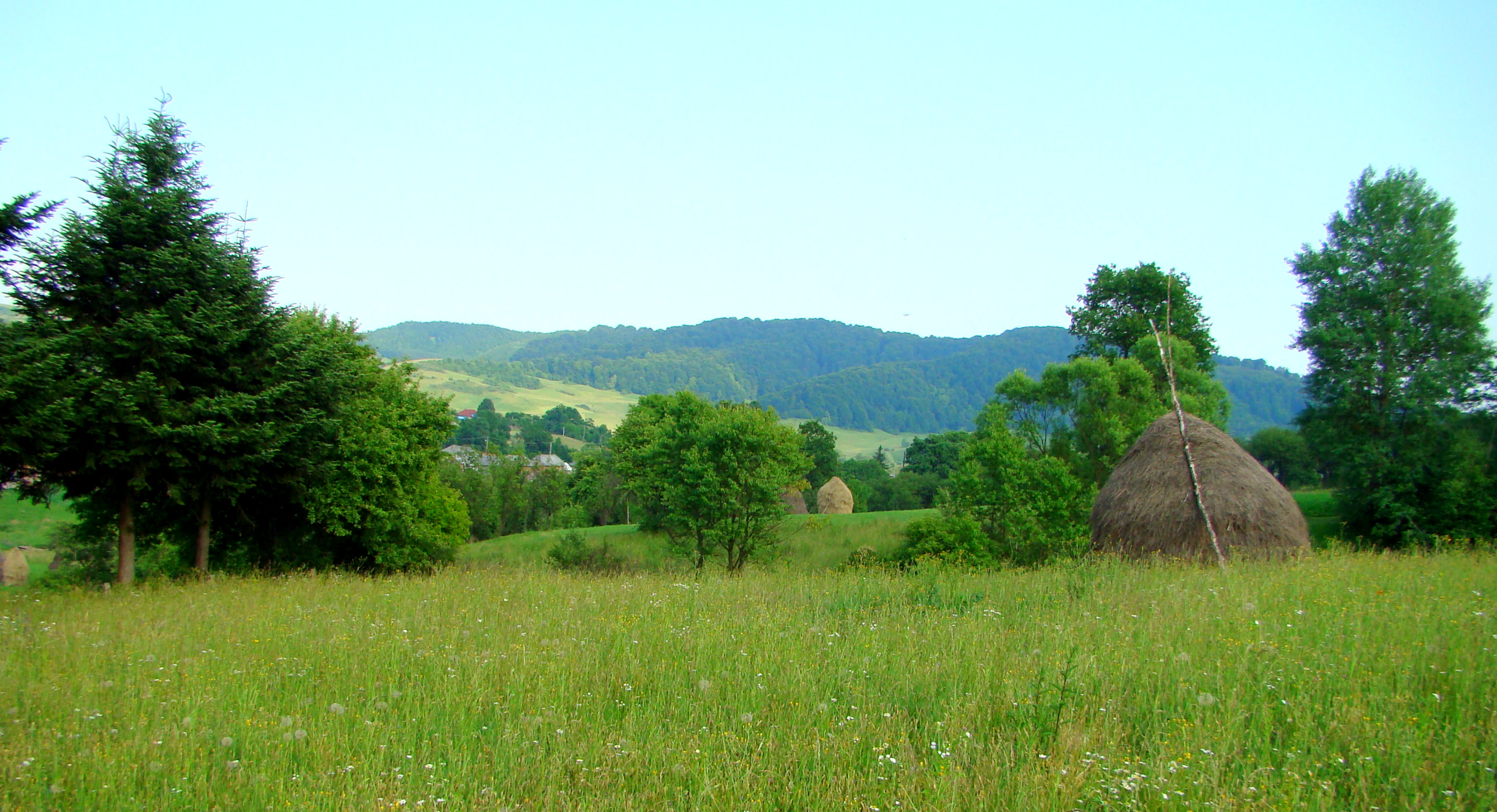
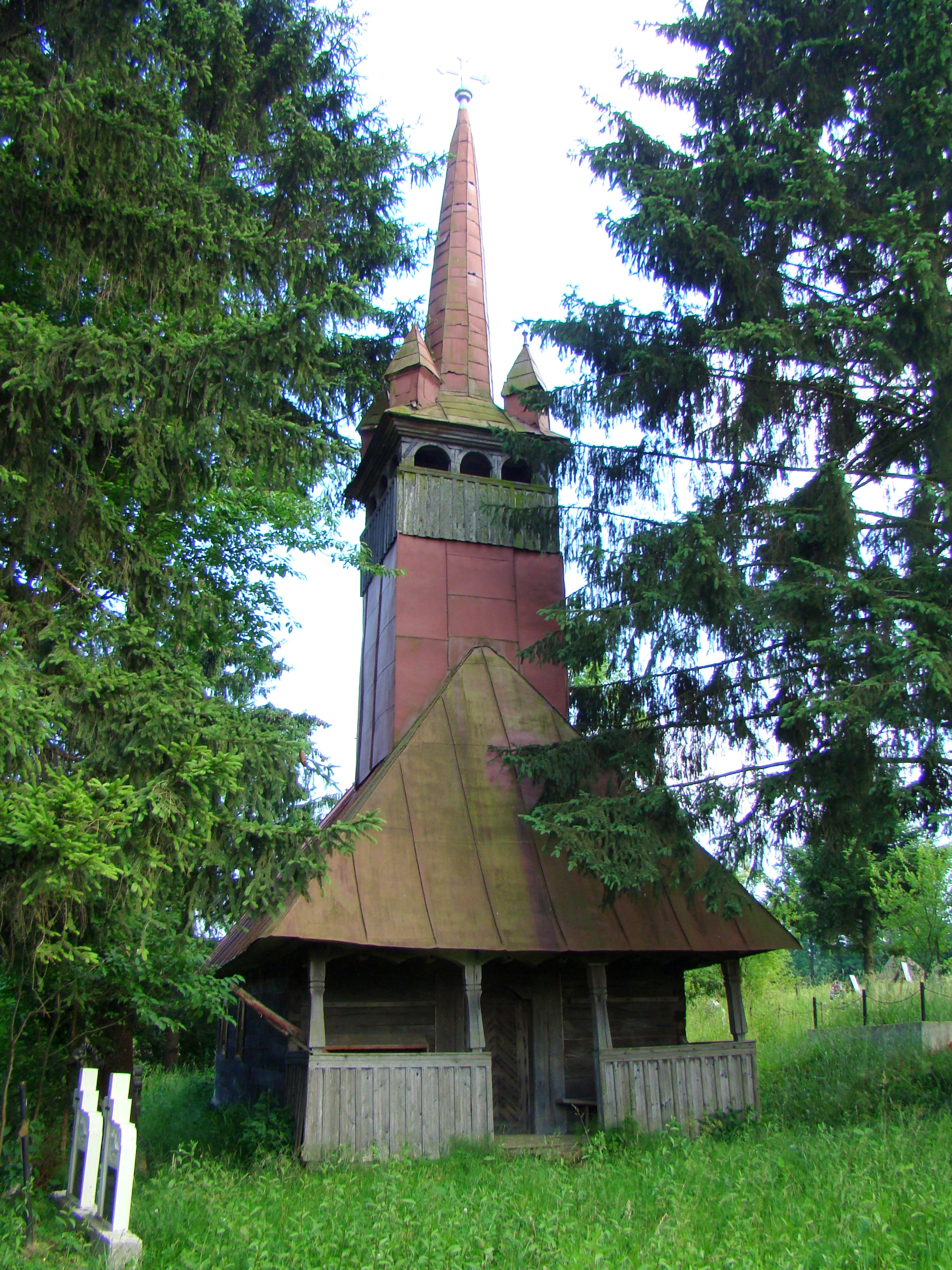
Biserica de lemn „Sf. Arhangheli Mihail și Gavril”